# Oleandrovec
Oleandrovec (znanstveno ime Daphnis nerii) je vrsta nočnih metuljev iz družine veščcev, razširjen predvsem po Afriki in južnem delu Azije, od koder se poleti del populacije odseli v Evropo vse do Skandinavije na severu. Ime je dobil po tem, da je glavna gostiteljska rastlina gosenic navadni oleander, na katerem lahko z obžiranjem povzročijo odpadanje listov in zato velja vrsta za škodljivca tam, kjer se oleander uporablja kot okrasna rastlina.

## Opis
Razpon kril pri odraslih znaša med 9 in 11 cm. Osnovna barva je olivno zelena, ki jo predvsem na krilih dopolnjuje vzorec belih in rožnatih lis. Osebki se razlikujejo predvsem po intenzivnosti barve, izstopa barvna forma f. nigra, ki ima črno namesto zelene. Sicer je telesna zgradba tipična za veščce, z ozkimi, zašiljenimi krili in aerodinamično obliko. Aktivni so ponoči, letajo predvsem proti jutru in se prehranjujejo na cvetovih različnih rastlin.
Gosenice so zelene barve, v zgodnjih stadijih brez vzorca, a z zelo dolgim izrastkom na zadku. Kasneje se izrastek skrajša, gosenica pa dobi par belih črt po bokih vzdolž celega telesa in par belih pik na tretjem členu oprsja, ki s starostjo dobijo še vpadljivo modro in črno obrobo. Kadar so vznemirjene, izbočijo ta del telesa in izpostavijo pike, podobne očem mnogo večje živali, kar naj bi prestrašilo vsiljivca. Pred plenilci se branijo tudi z bljuvanjem dražeče vsebine prebavil.

## Življenjski krog in ekologija
Samica izleže kroglasta jajčeca posamič na liste oleandra, najraje na rastlinah, ki rastejo v zavetnih legah. Po tednu ali dveh se izležejo gosenice, ki požrejo jajčno ovojnico in se začnejo prehranjevati na vrhnjih listih in cvetovih, ko postanejo starejše, pa se zadržujejo nižje. V najtoplejšem delu dneva mirujejo na spodnji strani listov ali na tleh. Manj pomembni gostitelji so še zimzelen, trta, gardenija, svilnica in drugi.
Na leto se v toplejših delih območja razširjenosti razvije štiri do pet rodov, v Evropi pa največ dva. Osebki na selitvi se prvič pojavijo v Južni Evropi junija, avgusta lahko sledi drugi rod, ki se seli še severneje in se tam razmnožuje, vendar njihove potomce v fazi bube prehiti zima, tako da ne preživijo do naslednjega leta. Izjema so le nekatera najugodnejša območja, kjer preživi vse leto.
Odrasli se zadržujejo v okoljih, kot so suha rečna korita, oaze in južna pobočja s posamičnimi grmi gostiteljske rastline, izogibajo pa se gosto poraslim območjem. Prehranjujejo se z nektarjem tobakov, petunij, kosteničevja, milnic ipd.
Za človeka je škodljivec na posajenih oleandrih, ki se uporabljajo kot okrasne rastline, vendar njegov ekonomski pomen ni bistven – predvsem starejše gosenice lahko sicer z obžiranjem povzročijo vidnejše odpadanje listov, a zaradi maloštevilčnosti ne povzročajo večje škode.